# 産業組織論
産業組織論（さんぎょうそしきろん、英: industrial organization）とは、財・サービスの供給主体である企業および企業のグループとしての産業を考察対象とするミクロ経済学の応用分野である。経済の中心的主体である企業を扱っていることもあり、経済学の発展と共に大きく変容を遂げている。古典的な産業組織論 (Old I.O.) の他、ゲーム理論や最近の計量経済学の手法を取り入れた新しい産業組織論 (New I.O.) があり、またNew I.O.の中には理論的分析を主とするTheoretical I.O.および実証的研究を主とするEmpirical I.O.という分野に分けることができる。

## 産業組織論の扱う問題
古くから、競争形態から市場構造を分類し、企業の行動および社会的最適性の検討を行うSCPパラダイムという考え方が中心を占めていた。市場構造の分類としては、独占、寡占、独占的競争および完全競争となり、これらが主な問題となっている。また価格差別化、合併、買収、製品差別化なども研究対象である。
ただし、新しい産業組織論の中では、これらの問題の他に、組織の経済学に見られるような、企業内組織（コーポレートガバナンス）の分析、流通の分析、資金調達の問題など、企業に関わることを中心とした幅広い主題を持ち始めている。
また、産業組織論は、競争政策（独占禁止政策）、経済的規制、産業政策などの形で社会に応用されている。

## 産業組織論の各分野
（古典的）産業組織論 (Old I.O.)
独占、寡占などのモデルを用いて、SCPパラダイムを基礎に、実証的研究（理論的なものもあるが主に実証研究が中心）を行う分野である。基礎にするモデルは、ゲーム理論や契約理論などの最近の発展というよりは、クールノー競争やベルトラン競争などの古典的なものを用いることが多い。その上で、実証研究により、市場の特徴を導き出していく。例えば、市場がどれだけ独占的であるか、弾力性はどの程度であるかなどを導き出し、最適な政策はどうあるべきかを検討する。
ハーバード学派
1930-1950年代に完成された経済政策集団で、産業組織の因果関係を「市場構造 →市場行動 → 市場成果」と考える。このため、厳しい独占規制を主張している。
シカゴ学派
ジョージ・スティグラーによって発展した経済政策集団で、「価格理論のレンズ」を産業組織の分析に適用している。市場への政府介入は市場メカニズムの効率性を損なうため、多くの場合放任主義の立場をとる。
新しい産業組織論 (New I.O.)
ゲーム理論、契約理論の理論的研究をふんだんに取り入れ、寡占はもちろん、その他の企業に関する分析を積極的に行うものであり、主に理論的研究が中心となる。1970年代にはじまった。
また、研究対象は古典的産業組織論が主な対象としたものだけではなく、企業内部の組織のありように関する研究も行われ、新古典派ではブラックボックスとされた企業の生産過程の理論化が試みられた。
この流れから、主に産業組織論は二つの分野に分けることができる。
理論的産業組織論（Theoretical I.O.）
基本的には新しい産業組織論を指すが、時に契約理論の代名詞として使われることがある。また、組織の経済学、企業理論などとも呼ばれることがある。基本的には、次に述べるEmpirical I.O.の登場により、区別するためにこのように呼ばれる事になったと考えられる。
実証的産業組織論 (Empirical I.O.)
Micro-structureを用いた実証研究などともいわれる。従来の実証研究より理論を重視し、ある特定の理論（寡占理論、参入退出の理論など）を基礎にしてのパラメータの推定を目的とする。データが基本的に総量のものしかない場合でも、個々の財に関するデータをもとにシミュレーションなどを通して企業や個人の「選択」を描き出す。

## 学術雑誌
- Rand Journal of Economics（英語版）
- Journal of Industrial Economics
- International Journal of Industrial Organization
- Journal of Economics and Management Strategy（英語版）
- Review of Industrial Organization